# دي أنجيلو راسل
دي أنجيلو راسل (بالإنجليزية: D'Angelo Russell)‏ مواليد 23 فبراير 1996 في لويفيل، هو لاعب كرة سلة محترف أمريكي بدأ مسيرته الاحترافية في سنة 2015 حيث تم اختياره من قبل فريق لوس أنجلوس ليكرز خلال الدرافت، يلعب مع فريق لوس أنجلوس ليكرز في الرابطة الوطنية لكرة السلة كلاعب هجوم خلفي ويحمل الرقم 1. يبلغ طوله 6 قدم 5 بوصة (2.0 م).

## إحصائيات المسيرة

### الموسم الاعتيادي
| السنة   | الفريق           | لعب | بدأ | دقيقة | ميداني% | ثلاثية | حرة  | ارتداد | صنع | استلاب | تصدي | نقطة |
| ------- | ---------------- | --- | --- | ----- | ------- | ------ | ---- | ------ | --- | ------ | ---- | ---- |
| 2015–16 | لوس أنجلوس ليكرز | 80  | 48  | 28.2  | .410    | .351   | .737 | 3.4    | 3.3 | 1.2    | .2   | 13.2 |
| المسيرة | المسيرة          | 80  | 48  | 28.2  | .410    | .351   | .737 | 3.4    | 3.3 | 1.2    | .2   | 13.2 |

## روابط خارجية
- دي أنجيلو راسل على موقع إن بي أي (الإنجليزية)
- دي أنجيلو راسل على موقع سبورتس رفرنس (الإنجليزية)
- دي أنجيلو راسل على موقع كرة السلة الأوروبية.كوم (الإنجليزية)
- دي أنجيلو راسل على موقع DraftExpress.com (الإنجليزية)
- دي أنجيلو راسل على موقع إي إس بي إن.كوم (الإنجليزية)
- دي أنجيلو راسل على موقع كلية كرة السلة في سبورتس رفرنس.كوم (الإنجليزية)
- دي أنجيلو راسل على موقع ريلجم (الإنجليزية)
- دي أنجيلو راسل على موقع بروبوليرز (الإنجليزية)